# Kaena – Die Prophezeiung
Kaena – Die Prophezeiung ist ein kanadisch-französischer Animationsfilm aus dem Jahr 2003.

## Handlung
Das Raumschiff der Vecarians muss auf einem Baumplaneten notlanden. Die Aliens werden von der Königin der einheimischen Seleniten getötet.
600 Jahre später ist der Baumplanet, von den Baumbewohnern „Axis“ genannt, in großer Gefahr, denn der Saft, den sie aus den Baumpflanzen gewinnen und den Seleniten opfern, die sie als Götter verehren, wird immer weniger, worüber die „Götter“ sehr erzürnt sind, ist er doch ihre Existenzgrundlage. Unter den Baumbewohnern ist auch die rebellische Außenseiterin Kaena, die nicht an die Götter glaubt und deshalb in Konflikt vor allem mit dem fanatischen Hohepriester gerät. Sie muss flüchten und stürzt in die Tiefen des Baums, wo sie in einem Raumschiff aufwacht. Dort trifft  sie den letzten Überlebenden der Vecarians, Opaz. Er versucht, das Raumschiff wieder flugfähig zu machen, wobei ihm intelligente Würmer helfen, die er züchtet. Kaena ist erstaunt, da ihr Volk diese Würmer als Haustiere hält und deren Fleisch isst.
Opaz macht ihr klar, dass er das Volk der Baumbewohner erschaffen hat, damit diese eine Erinnerung an seine Spezies haben sollen, die ausgestorben ist.
Währenddessen eskaliert die Situation in Kaenas Dorf. Durch ständige Erdbeben, hervorgerufen durch die Königin der Seleniten, müssen die Dorfbewohner fliehen und geraten in die Gewalt ihrer „Götter“. Dort erkennen sie, dass es Monster aus Saft sind und können ihnen mit Kaenas Unterstützung, die mittlerweile mit Opaz und einigen Würmern zu Hilfe geeilt ist, entkommen. Es entbrennt ein Kampf auf Leben und Tod zwischen Kaena und der Königin, der das endgültige Schicksal von Axis entscheidet.

## Hintergrund
Der Film wurde in der englischen und in der französischen Sprachversion gedreht. In Frankreich sahen ihn in den Kinos über 92 Tsd. Zuschauer.

## Kritiken
Elizabeth Weitzman von New York Daily News meinte, die SF-Fantasy ergebe kaum Sinn, aber sehe „sicherlich cool“ aus.
Laut Kevin Thomas der Los Angeles Times seien die Bilder des exotischen Planeten „atemberaubend“. Die Handlung sei „einfach“.

## Auszeichnungen
Der Film besetzte 2003 auf dem Fant-Asia Film Festival den zweiten Platz in der Kategorie Bester Animationsfilm. Er wurde 2005 für den Motion Picture Sound Editors Award nominiert.